# Карнс, Дэвид
Дэвид Кемп Карнс (англ. David Kemp Karnes; 12 декабря 1948, Омаха, Небраска — 25 октября 2020, Бостон, Массачусетс) — американский юрист, политик и бизнесмен, сенатор США от Небраски (1987—1989).

## Биография
Дэвид Карнс родился в Омахе (штат Небраска) 12 декабря 1948 года. В 1967 году он окончил школу Benton High School, а затем продолжил своё обучение в Университете Небраски в Линкольне. В 1974 году, окончив школу права этого университета, Карнс занялся частной юридической практикой в Омахе.
В 1981 году Карнс переехал в Вашингтон, где он стал работать в рамках программы стажировки в Белом доме. На тот момент он был вторым представителем Небраски, удостоенным этой чести. Сначала Карнс работал помощником министра жилищного строительства и городского развития США (министром в то время был Сэмюэл Пирс), а затем исполнял другие обязанности в администрации президента Рональда Рейгана.
В 1983 году Карнс вернулся в Омаху. В 1983—1987 годах он работал главным юрисконсультом сельскохозяйственной компании Scoular Grain Company, а также был членом совета директоров ипотечного банка в Топике из системы Federal Home Loan Banks.
6 марта 1987 года от сердечного приступа скончался сенатор США от штата Небраска Эдвард Зорински. Решение о том, кто будет назначен сенатором на оставшуюся часть срока полномочий Зорински, должно было быть принято тогдашним губернатором Небраски Кэй Орр, которая неожиданно для многих остановила свой выбор на кандидатуре 38-летнего юриста Дэвида Карнса. О назначении Карнса было объявлено 11 марта 1987 года, и он стал сенатором США на период до 3 января 1989 года. Вступив в должность, Карнс стал самым молодым сенатором среди всех действующих (на тот момент) членов Сената США.  
В 1988 году Дэвид Карнс, пытаясь сохранить свой пост, участвовал в очередных выборах сенатора США от штата Небраска. На первичных выборах, состоявшихся 10 мая 1988 года, он был выдвинут кандидатом от республиканской партии, опередив члена Палаты представителей США Хэла Дауба, однако на выборах сенатора, проходивших 8 ноября 1988 года, Карнс проиграл кандидату от демократической партии Бобу Керри (Керри набрал 56,71 % голосов избирателей, а Карнс — 41,66 %). 
Начиная с 1989 года Карнс более 28 лет работал в юридической компании Kutak Rock, базирующейся в Омахе. Среди его клиентов были местные органы управления, а также некоммерческие и медицинские организации. В 2006 году президент Джордж Буш-младший предлагал Карнсу выставить свою кандидатуру на выборах в Сенат США, но он отказался.
С 1971 года Карнс был женат на Элизабет Людер (Elizabeth Lueder), у них было четыре дочери. Элизабет умерла в 2003 году от рака яичника. В 2008 году Карнс женился на Кристин Дорн (Kristine Dorn), которая работала адвокатом в Kutak Rock. У них родились две дочери.
Дэвид Карнс скончался 25 октября 2020 года в Бостоне (штат Массачусетс) от рака кожи.